# Сализано
Сализано (итал. Salisano) — коммуна в Италии, располагается в регионе Лацио, в провинции Риети.
Население составляет 565 человек (2008 г.), плотность населения составляет 32 чел./км². Занимает площадь 17 км². Почтовый индекс — 2040. Телефонный код — 0765.
Покровительницей коммуны почитается святая Иулия Корсиканская, празднование в третье воскресение августа.

## Демография
Динамика населения:

## Администрация коммуны
- Официальный сайт: https://web.archive.org/web/20050306005916/http://www.comunesalisano.it/